# FK Radnički Belgrade
Maillots
Le Fudbalski Klub Radnički Belgrade (en serbe : Фудбалски Клуб Раднички Београд), plus couramment abrégé en Radnički Belgrade, est un club serbe de football fondé en 1920, et basé à Novi Beograd, quartier de Belgrade, la capitale du pays.
Le club est la section football du club omnisports du même nom.

## Palmarès
| Anciennes compétitions                          |
| ----------------------------------------------- |
| - Coupe de Yougoslavie : - Finaliste : 1956-57. |